# Júnior Maranhão
Iraneuton Sousa Morais Júnior (* 22. Juli 1986 in São Luís), genannt Júnior Maranhão oder Júnior Morais, ist ein brasilianischer Fußballspieler.

## Karriere
Júnior Maranhão kam im Jahr 2009 vom São Cristóvão FR nach Europa zum SC Freamunde in die portugiesische Segunda Liga, der zweithöchsten Spielklasse. Dort kämpfte er in seinem Klub im unteren Mittelfeld, ehe ihn Anfang 2011 der rumänische Erstligist Astra Ploiești (später Astra Giurgiu) in die Liga 1 holte. Hier wurde er auf Anhieb zur Stammkraft in der Abwehr und sicherte sich mit seinem Team in der Spielzeit 2010/11 den Klassenverbleib. Dies konnte er ein Jahr später wiederholen, er der Klub nach der Umsiedlung nach Giurgiu im Jahr 2012 zum Spitzenteam aufstieg. Nach der Qualifikation zur Europa League am Ende der Saison 2012/13 konnte er die darauffolgende Spielzeit mit der Vizemeisterschaft abschließen und durch den Pokalsieg 2014 seinen ersten Titel gewinnen. Darauffolgend gewann er den Supercup 2015. In der Saison 2015/16 holte er mit seinem Team erstmals den Meistertitel nach Giurgiu. 2017 gewann er erneut den rumänischen Superpokal.

## Erfolge
- Rumänischer Meister: 2015/16
- Rumänischer Pokalsieger: 2014
- Rumänischer Superpokalsieger: 2014/15, 2016/17